# Naliboki (gmina)
Naliboki – dawna gmina wiejska istniejąca do 1939 roku w woj. nowogródzkim. Siedzibą gminy było miasteczko Naliboki (515 mieszk. w 1921 roku).
Początkowo gmina należała do powiatu oszmiańskiego. 12 grudnia 1920 r. została przyłączona do nowo utworzonego powiatu wołożyńskiego pod Zarządem Terenów Przyfrontowych i Etapowych. 19 lutego 1921 r. wraz z całym powiatem weszła w skład nowo utworzonego województwa nowogródzkiego. 1 października 1930 roku gmina została przyłączona do powiatu stołpeckiego w tymże województwie. 1 grudnia 1933 roku część obszaru gminy Naliboki włączono do gminy Szczorse.
Po wojnie obszar gminy Naliboki został odłączony od Polski i włączony do Białoruskiej SRR.